# Памятники Карлу Марксу в Киеве
В Киеве за историю города было установлено четыре памятника Карлу Марксу. Первый существовал несколько месяцев в 1919 году и был разрушен деникинцами, второй существовал в 1922—1933 годах на современной Площади Независимости, ещё один существовал на Демиевке в межвоенное время, современный существует на территории Киевской кондитерской фабрики имени Карла Маркса.

## Первый памятник
Первый памятник немецкому учёному в Киеве находился на Советской площади (современная Площадь Независимости) на месте снесённого в 1917 году памятника Петру Столыпину. Идея соорудить памятник Карлу Марксу на этом месте возникла ещё в 1919 году в исполнение ленинского плана монументальной пропаганды. Гипсовый бюст Маркса работы скульптора Иосифа Чайкова на деревянном постаменте был открыт 20 февраля 1919 года, через две недели после установления советской власти в городе. Однако уже 31 августа 1919 года Добровольческая армия вошла в Киев и в тот же день разрушила этот памятник.

## Второй памятник

### История
За два года после разрушения построенного в 1919 году памятника появилась идея восстановить монумент на том же месте. В январе 1922 года Губисполком утвердил смету на памятник Карлу Марксу. Предусматривалось отлить памятник из бронзы силами Политехнического института. Со временем заявка была передана Госзаводу № 30 (современный завод «Арсенал»). Руководил работами скульптор Иосиф Чайков.
30 апреля газета «Пролетарская правда» сообщила о том, что 1 мая планируется открытие гипсовой скульптуры, покрытой платиновой бронзой, установленной на асфальтовый постамент. Бронзовая скульптура должна была быть отлита на Госзаводе № 30 и установлена в конце мая.
1 мая 1922 года в 15.00 состоялось торжественное открытие памятника. Памятник был открыт в присутствии десяти тысяч зрителей в момент возвращения колоны военных частей и рабочих организаций с Ипподрома, где проходили торжественные мероприятия.
До конца мая гипсовый памятник так и не заменили бронзовым. Следующей датой установления бронзового памятника должен был стать август 1922 года, но и тогда гипсовую скульптуру не заменили. Со временем о необходимости замены забыли, и памятник так и остался гипсовым.
Памятник был тайно снесён за одну ночь в 1933 году.

### Архитектурные особенности
Памятник являл собой торс Карла Маркса, покрытый платиновой бронзой, установленный на асфальтовый пьедестал. Общая высота памятника вместе с постаментом составляла около 6,8 метров. Немецкий учёный был изображён с рукой за лацканом пиджака. Постамент состоял из пяти равновеликих кубов, которые образовывали пирамиду, окружённую металлическими цепями. Считается, что это символизировало то, что пролетариату нет что терять, кроме собственных цепей. Это творение Иосифа Чайкова было выполнено в популярном тогда стиле кубизма (который до 1930-х перестанет быть массовым, но автор памятника на то время уже будет профессором ВХУТЕИНа).

### Восприятие
В первые дни после установления памятника, этому событию был посвящён ряд пропагандистских сочинений.
Однако своеобразный стиль памятника, неэстетичный, по мнению многих современников, вид постамента и «гипсовость» скульптуры сразу стала объектом многочисленных насмешек. В те годы улица Крещатик, пересекающая площадь, именовалась улицей Воровского. Киевляне шутили, что на воровской улице Карл Маркс прячет за лацканом пиджака свой "Капиталл", удерживая его рукой, чтоб не украли.
Известнейшими отзывами о памятнике являются комментарии Михаила Булгакова в книге «Киев-Город»:
Слов для описания чёрного бюста Карла Маркса, поставленного перед Думой в обрамлении белой арки, у мене нет. Я не знаю, какой художник сотворил его, но это недопустимо.
Необходимо отказаться от мысли, что изображение знаменитого германского учёного может вылепить всякий, кому не лень.
и Осипа Мандельштама:
Нет, это не Маркс, это что-то иное! Может, это прекрасный прораб или гениальный бухгалтер?!

## Памятник на Демиевке
Памятник Марксу также существовал в 1930-х годах на тогдашней окраине Киева Демиевке. Памятник упоминается в путеводителе Киева Фёдора Эрнста 1930 года, где указывается, что в сквере в конце Большой Васильковской улицы (ныне Голосеевский проспект, район станции метро «Голосеевская») установлен бронзовый бюст Карла Маркса. Памятник ныне не существует, время его демонтажа неизвестно.

## Современный памятник
Бюст Карлу Марксу установлен на территории Киевской кондитерской фабрики имени Карла Маркса (сейчас входит в состав концерна «Рошен»). Памятник не упоминается в справочниках и путеводителях по Киеву: вероятно, он был сооружён по инициативе администрации фабрики и никогда не стоял на государственном учёте. Тем не менее в прессе имеются упоминания о нём.